# Tirreno-Adriático 1966
La primera edición de Tirreno-Adriático fue una competición ciclista por etapas que se disputó del 11 al 13 de marzo de 1966 en Italia. Fue la primera edición de la Tirreno-Adriático y su ganador fue el ciclista italiano Dino Zandegu.

## Etapas
| Etapa | Fecha       | Recorrido                          | km    | Ganador          | Líder        |
| ----- | ----------- | ---------------------------------- | ----- | ---------------- | ------------ |
| 1.ª   | 11 de marzo | Roma - Foligno                     | 199,0 | Rolf Maurer      | Rolf Maurer  |
| 2.ª   | 12 de marzo | Foligno - San Benedetto del Tronto | 195,0 | Dino Zandegù     | Dino Zandegù |
| 3.ª   | 13 de marzo | San Benedetto del Tronto - Pescara | 209,5 | Raffaele Marcoli | Dino Zandegù |

## Clasificación general
| Posición | Ciclista           | Equipo          | Tiempo       |
| -------- | ------------------ | --------------- | ------------ |
| 1        | Dino Zandegu       | Bianchi         | 15h 43' 42'' |
| 2        | Vito Taccone       | Vittadello      | m.t.         |
| 3        | Rolf Maurer        | Filotex         | + 1' 32''    |
| 4        | Adriano Passuello  | Legnano-Pirelli | m.t.         |
| 5        | Flaviano Vicentini | Legnano-Pirelli | m.t.         |
| 6        | Franco Cribiori    | Vittadello      | m.t.         |
| 7        | Guido de Rosso     | Molteni         | m.t.         |
| 8        | Franco Balmanion   | Sanson          | m.t.         |
| 9        | Claudio Michelotto | Sanson          | m.t.         |
| 10       | Franco Bitossi     | Filotex         | m.t.         |